# Qu 39

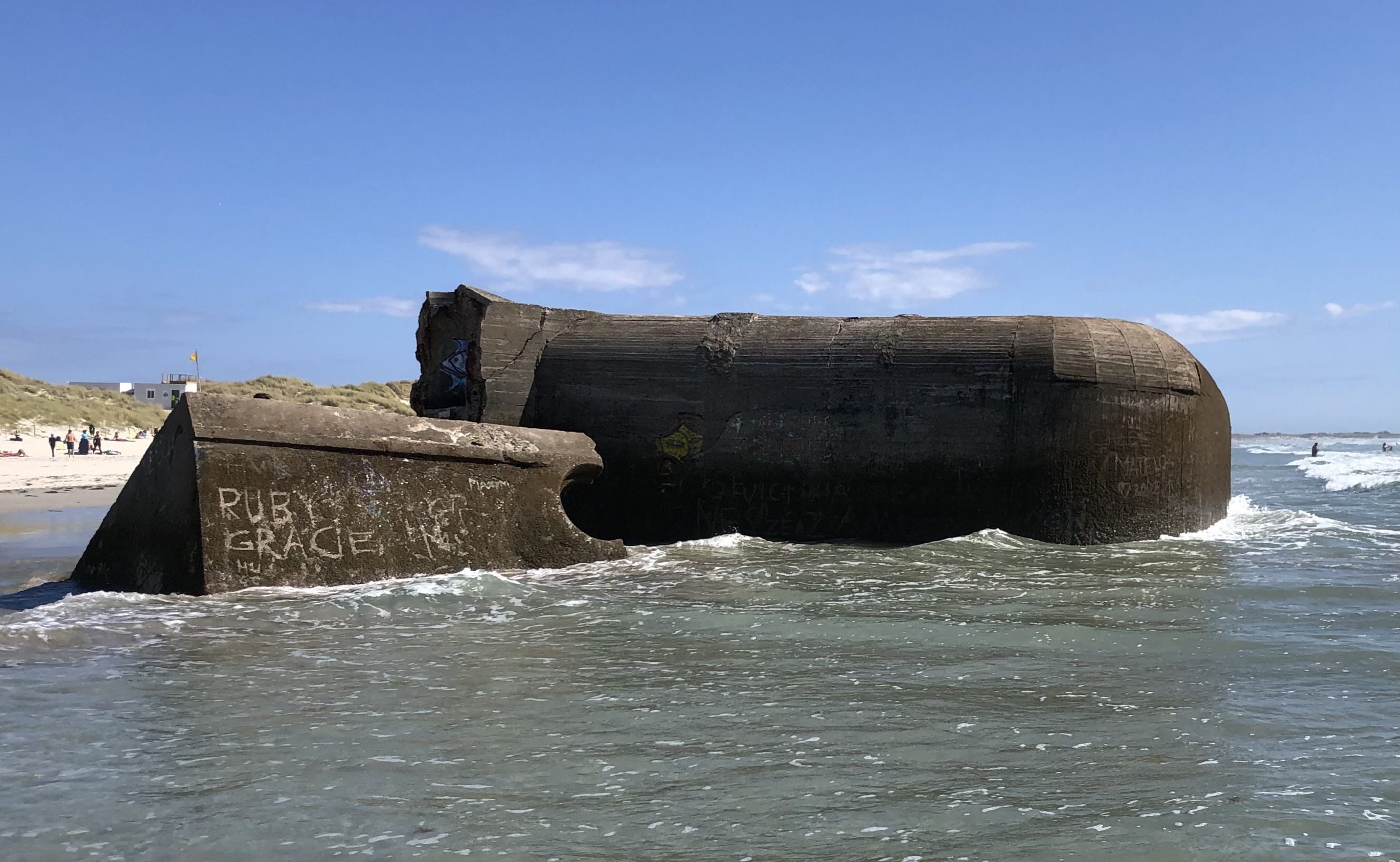
Bunker Qu 39, Blick von Nordwesten, 2022

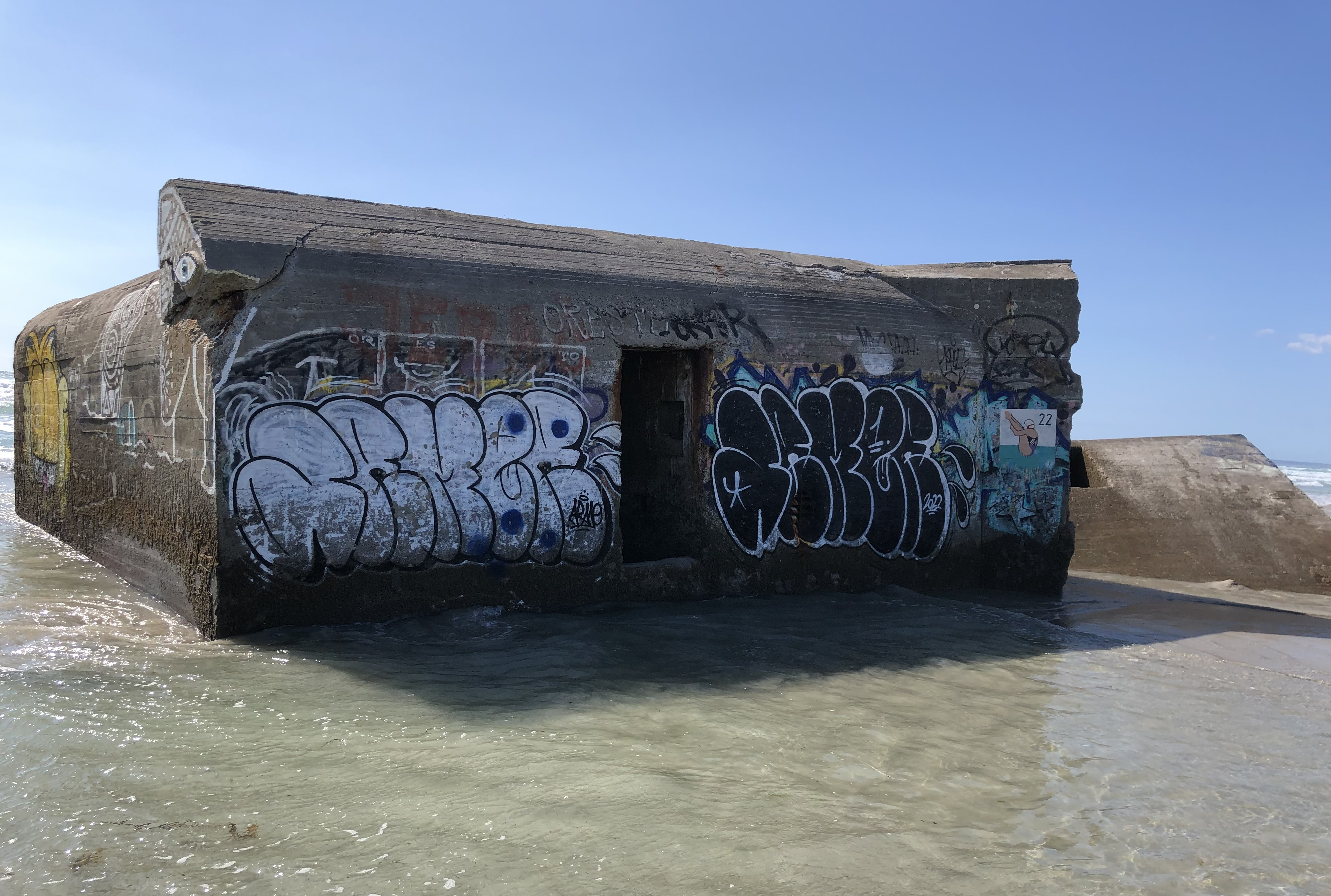
Blick von Osten

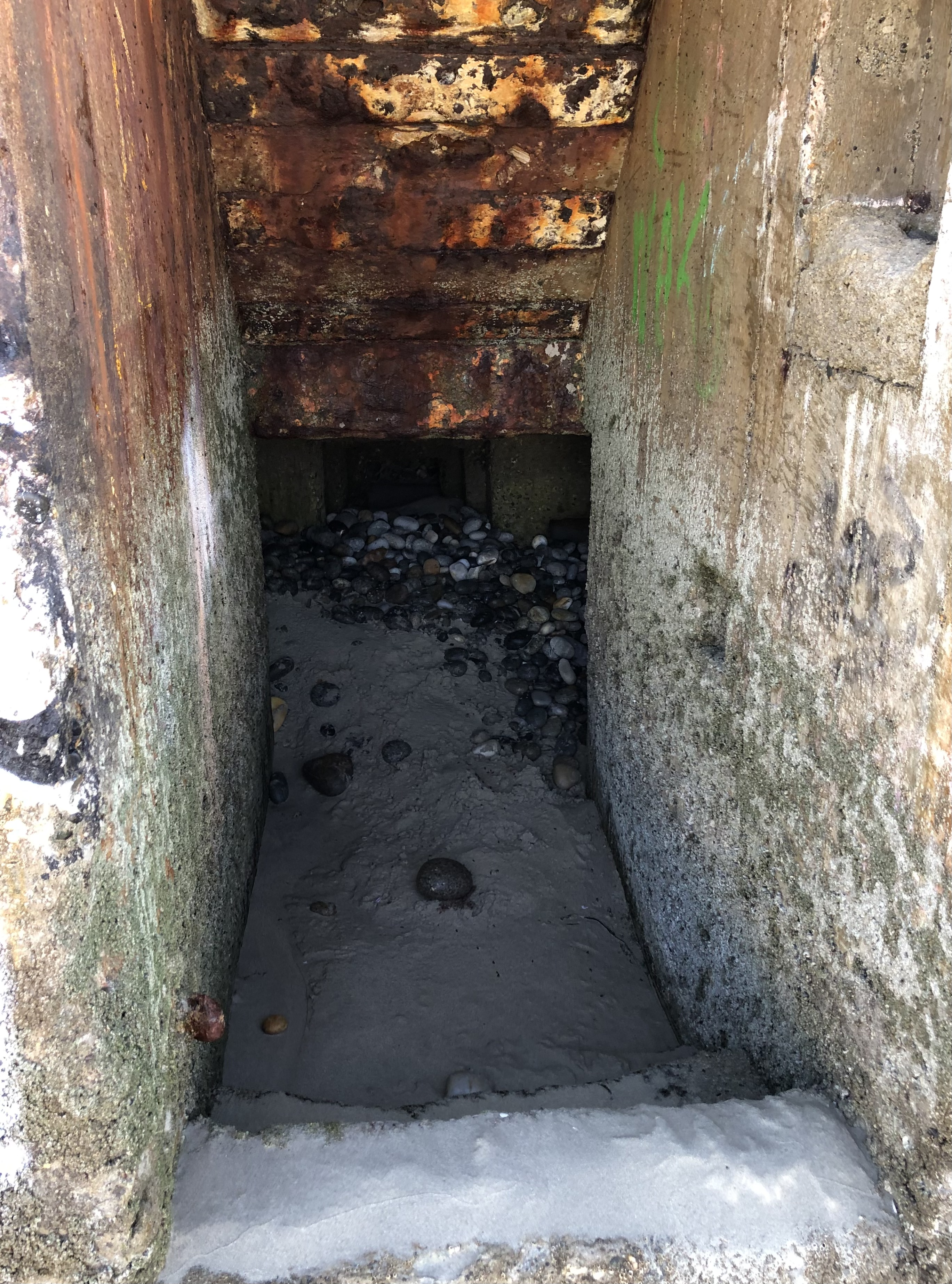
Blick in das Innere, 2022

Qu 39 ist ein als Ruine erhaltener Bunker des Atlantikwalls in der Bretagne in Frankreich.

## Lage
Der Bunker befindet sich an der Küste der Keltischen See am Strand Plage de Tronoën nördlich der Landspitze Pointe de la Torche im Gebiet der Gemeinde Saint-Jean-Trolimon.

## Gestaltung und Geschichte
Qu 39 entstand im Jahr 1942 während des Zweiten Weltkriegs als Gruppenunterstand der Bauart Heeresregelbau Typ 501 der deutschen Besatzungstruppen. Er gehörte zur Küstenverteidigungs-Untergruppe Plogastel St. Germain der Küstenverteidigungsgruppe Quimper, die ihrerseits Bestandteil des Küstenverteidigungsabschnitt C1 des Armeeoberkommandos 7 war.
Das Baumaterial stammte aus der Kieselmühle von Tréguennec. Zur Bauzeit befand sich Qu 39 nicht am Strand, sondern etwas im Hinterland. Die heutige Lage ist der Küstenerosion geschuldet. Bei Flut ist der Bereich des Bunkers jeweils geflutet. Eine an den Unterstand angefügte Mauer samt Ringstand ist im Laufe der Zeit abgebrochen.